# Folquet de Marsella
Folquet de Marsella o Folc de Tolosa, en occità: Folquet de Marselha i en francès Foulques de Marseille (Marsella, ca. 1155 - Tolosa, 1231) fou un notable trobador i monjo cistercenc, bisbe de Tolosa i fundador de l'orde militar de la Milícia de la Fe de Jesucrist. És venerat com a beat per l'Església catòlica.

## Biografia
Folc provenia d'una família genovesa establerta a Marsella. De jove fou comerciant i trobador, i fou famós a les corts de Barcelona, Tolosa i Provença. Va ingressar a l'Orde del Cister el 1195, per un desengany amorós amb Eudoxia de Montpeller. Com que es va posar al costat de Simó de Montfort a la croada albigesa, fou considerat un traïdor, com ho fa l'autor de la segona part de la Cançó de la Croada. El 1201 fou designat abat de Lo Toronet i el 1205 bisbe de Tolosa fins a la seva mort, en substitució de Raimon de Rabastens, bisbe de tendència càtara.
Fou l'únic suport que els llegats del papa van trobar entre el clergat i l'aristocràcia occitana. El 1207 va participar en el col·loqui de Pàmies, el darrer gran debat contradictori entre els càtars i els catòlics.
Juntament amb sant Domènec de Guzmán es va oposar als càtars i va assistir a la fundació dels primers monestirs que van originar l'Orde de Predicadors, entre els quals el de Prolha. També va fundar, el 1218, l'orde militar de la Milícia de la Fe de Jesucrist. El 1229 va estar entre els fundadors de la Universitat de Tolosa. Va morir el 1231.
És venerat com a beat per l'Església catòlica; la seva festivitat se celebra el 25 de desembre.

## Obra

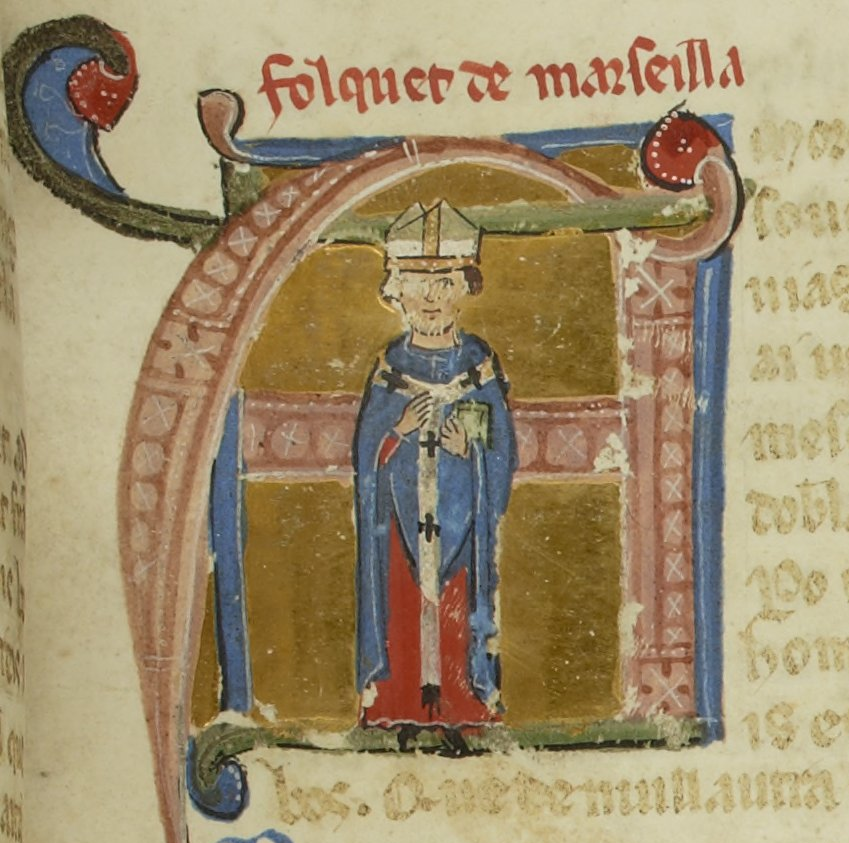
BnF ms. 854 fol. 61, cançoner I

Se'n conserven 27 poesies que daten de la seva joventut. Concretament es conserven 14 cançons, lloades per Dante, una tençó i tres cançons de croada, entre d'altres. Una molt alta proporció de les seves poesies es conserva amb música, sobretot al cançoner G (i també al R).